# Полякова Тетяна Вікторівна
Тетяна Поляко́ва (рос. Татьяна Полякова); справжнє ім'я — Рога́нова Тетяна Вікторівна (рос. Роганова Татьяна Викторовна; 14 вересня 1959, Владимир — 8 березня 2021, там само) — російська письменниця детективного жанру.

## Життєпис
Тетяна Вікторівна Роганова народилася 14 вересня 1959 року у Владимирі. Закінчила філологічний факультет Івановського державного університету. Щоб дитину зарахували до дитячого садка, влаштувалася вихователем та пропрацювала там 14 років.
Писати почала 1997 року для власного задоволення. З технікою «не дружила», вигадані історії записувала до зошита. За час письменницької кар'єри написала понад 85 книг, які разійшлися загальним накладом понад 30 мільйонів примірників.
Романи письменниці видавалися під псевдонімом Полякова. За її книгами створено фільми «Тонка штучка» з Олександрою Захаровою у головній ролі і «Чорта з два», серіали «Як би не так», «Норовлива мішень» та «Тінь стрекози». Письменниця проживала у Владимирі з чоловіком Олександром. Син Родіон з родиною мешкає в Санкт-Петербурзі.
Померла 8 березня 2021 року у Владимирі в 61-річному віці від раку, з яким боролася протягом кількох років.

## Список творів
- Гроші для кілера (рос. Деньги для киллера)
- Ставка на слабкість (рос. Ставка на слабость)
- Тонка штучка (рос. Тонкая штучка)
- Я — ваші неприємності (рос. Я — ваши неприятности)
- Норовлива мішень (рос. Строптивая мишень)
- Як би не так (рос. Как бы не так)
- Чого хоче жінка (рос. Чего хочет женщина)
- Сестрички не промах (рос. Сестрички не промах)
- Чорта з два! (рос. Чёрта с два!)
- Невинні дамські пустощі (рос. Невинные дамские шалости)
- Жорстокий світ чоловіків (рос. Жестокий мир мужчин)
- Пропащі шахрайки (рос. Отпетые плутовки)
- Її маленька таємниця (рос. Её маленькая тайна)
- Мій коханий кілер (рос. Мой любимый киллер)
- Моя кохана стерва (рос. Моя любимая стерва)
- Останнє слово за мною (рос. Последнее слово за мной)
- Чумова дамочка (рос. Чумовая дамочка)
- Інтим не пропонувати (рос. Интим не предлагать)
- Вівця у вовчій шкурі (рос. Овечка в волчьей шкуре)
- Дівчина і хуліган (рос. Барышня и хулиган)
- В прокурора вік недовгий (рос. У прокурора век не долог)
- Мій друг Тарантіно (рос. Мой друг Тарантино)
- Чудо в пухнастому пір'ї (рос. Чудо в пушистых перьях)
- Любов дуже зла (рос. Любовь очень зла)
- Година пік для молодят (рос. Час пик для новобрачных)
- Фітнес для червоного капелюшка (рос. Фитнес для красной шапочки)
- Брудершафт з термінатором (рос. Брудершафт с терминатором
- Мільйонерка бажає познайомитися (рос. Миллионерша желает познакомиться)
- Фуршет для самотньої дами (рос. Фуршет для одинокой дамы)
- Амплуа цнотливої (рос. Амплуа девственницы)
- Список донжуанів (рос. Список донжуанов)
- Ангел нового покоління (рос. Ангел нового поколения)
- Діжка но-шпи і ложка отрути (рос. Бочка но-шпы и ложка яда)
- Мавр зробив свою справу (рос. Мавр сделал своё дело)
- Тінь стрекози (рос. Тень стрекозы)
- Одна, але згубна пристрасть (рос. Одна,тно пагубная страсть)
- Закон семи (рос. Закон семи)
- Спалюючи за собою мости (рос. Сжигая за собой мосты)
- Остання любов Самурая (рос. Последняя любовь Самурая)
- Наречена Каліостро (рос. Невеста Калиостро)
- 4 коханця і подруга (рос. 4 любовника и подруга)
- Welcome в минуле (рос. Welcome в прошлое)
- З чистого аркуша (рос. С чистого листа)
- Моє друге я (рос. Моё второе я)
- Йди красиво (рос. Уходи красиво)
- Вогонь, що жевріє в сосуді (рос. Огонь, мерцающий в сосуде)
- Два з половиною рази у шлюбі (оповідання) (рос. Два с половиной раза замужем)
- Вона в моєму серці (рос. Она в моём сердце)
- Таємниця, огорнута мороком (рос. Тайна, покрытая мраком)
- Заміж будь-якою ціною (рос. Выйти замуж любой ценой)
- Доля-чарівниця (рос. Судьба-волшебница)
- Спадок бізнес-класу (рос. Наследство бизнес-класса)
- Змій-спокусник (рос. Змей-соблазнитель) (2017)
- Час-суддя (рос. Время-судья) (2017)
- Свій, чужий, рідний (рос. Свой, чужой, родной) (2018)
- Та, що руйнує піраміди (рос. Разрушительница пирамид)
- Щоденник чужих гріхів (рос. Дневник чужих грехов) (2019)

Серія «На ім'я Таємниця»:
- Дві половинки Таємниці (рос. Две половинки Тайны) (2020)

Серія «Таємнича четвірка»:
- Небесна місія (рос. Миссия свыше)
- Колекціонер пороків та пристрастей (рос. Коллекционер пороков и страстей)
- Знак віщуна (рос. Знак предсказателя)
- Просто в серце (рос. В самое сердце) (2018)
- Чотири вершники розбрату (рос. Четыре всадника раздора) (2020)

Серія «Особливі доручення для Серба»:
- Знайти, закохатися й помститися (рос. Найти, влюбиться и отомстить)
- Гаряче дихання минулого (рос. Жаркое дыхание прошлого)
- Не воруши осине гніздо (рос. Не вороши осиное гнездо) (2016)
- Сищік моєї мрії (рос. Сыщик моей мечты) (2018)
- Голос, що кличе вночі (рос. Голос, зовущий в ночи) (2019)

Серіал «Фенька — Femme Fatale»:
- І буду вік йому вірна? (рос. И буду век ему верна?)
- Єдина жінка на світі (рос. Единственная женщина на свете)
- Тричі до сходу сонця (рос. Трижды до восхода солнца)
- Уся правда, уся брехня (рос. Вся правда, вся ложь)
- Я дивлюсь на тебе здалеку (рос. Я смотрю на тебя издали)
- Небеса розсудили інакше (рос. Небеса рассудили иначе)

Серіал «Анфіса і Женька — сищіці мимоволі»:
- Капкан на спонсора (рос. Капкан на спонсора)
- На справу зі своїм ментом (рос. На дело со своим ментом)
- Мисливиці за привидами (рос. Охотницы за привидениями)
- Неопізнаний ходячий об'єкт (рос. Неопознанный ходячий объект)
- «Коламбія пікчерз» представляє (рос. «Коламбия пикчерз» представляет)
- Чесне ім'я (оповідання) (рос. Честное имя)
- Передчуття її не обманули (рос. Предчувствия её не обманули)
- І жили вони довго і щасливо… (оповідання) (рос. И жили они долго и счастливо…)

Серіал «Ольга Рязанцева — дама для особливих доручень»:
- Все в шоколаді (рос. Всё в шоколаде)
- Смак крижаного поцілунку (рос. Вкус ледяного поцелуя)
- Ексклюзивний мачо (рос. Эксклюзивный мачо)
- Великий секс в маленькому місті (рос. Большой секс в маленьком городе)
- Караоке для дами з собачкою (рос. Караоке для дамы с собачкой)
- Аста Ла Віста, бебі! (рос. Аста Ла Виста, беби!)
- Леді Фенікс (рос. Леди Феникс)
- Тримай мене міцніше (рос. Держи меня крепче)
- Чоловік, який подарував їй собаку (оповідання) (рос. Человек, подаривший ей собаку)
- Нове життя не дається задарма (рос. Новая жизнь не даётся даром)

Серіал «Одна проти всіх»:
- Ніч останнього дня (рос. Ночь последнего дня)
- Та, що вершить бал (рос. Та, что правит балом)
- Усі крапки над і (рос. Все точки над i)
- Один невірний крок (рос. Один неверный шаг)

Серіал «Ізабелла Корн»:
- Іспанська легенда (рос. Испанская легенда)
- Невситима спрага (рос. Неутолимая жажда)

## Екранізації
- 1999 — «Тонка штучка»
- 2003 — «Як би не так» (2 серії)
- 2004 — «Норовлива мішень» (4 серії)
- 2006 — «Алмази на десерт» (3 серії)
- 2009 — «Чорта з два»
- 2015 — «Тінь стрекози» (4 серії)
- 2016 — «Заміж будь-якою ціною» (4 серії)
- 2016 — «Мавр зробив свою справу» (4 серії)
- 2017 — «Дівчина і хуліган» (4 серії)